# Janów Lubelski (gemeente)
De gemeente Janów Lubelski is een stad- en landgemeente in het Poolse woiwodschap Lublin, in powiat Janowski.
De zetel van de gemeente is in Janów Lubelski.
Op 30 juni 2004 telde de gemeente 16 074 inwoners.

## Oppervlakte gegevens
In 2002 bedroeg de totale oppervlakte van gemeente Janów Lubelski 178,24 km², waarvan:
- agrarisch gebied: 27%
- bossen: 65%

De gemeente beslaat 20,36% van de totale oppervlakte van de powiat.

## Demografie
Stand op 30 juni 2004:
| Omschrijving                   | Totaal | Totaal | Vrouwen | Vrouwen | Mannen | Mannen |
| ------------------------------ | ------ | ------ | ------- | ------- | ------ | ------ |
| eenheid                        | aantal | %      | aantal  | %       | aantal | %      |
| inwoners                       | 16 074 | 100    | 8103    | 50,4    | 7971   | 49,6   |
| bevolkingsdichtheid (inw./km²) | 90,2   | 90,2   | 45,5    | 45,5    | 44,7   | 44,7   |

In 2002 bedroeg het gemiddelde inkomen per inwoner 1163,79 zł.

## Administratieve plaatsen (sołectwo)
Biała Pierwsza, Biała Druga, Borownica, Łążek Ordynacki, Momoty Dolne, Momoty Górne, Pikule, Ruda, Szklarnia, Ujście, Zofianka Górna.

## Overige plaatsen
Cegielnia, Jonaki, Kiszki, Kopce, Łążek Garncarski, Szewce.

## Aangrenzende gemeenten
Biłgoraj, Dzwola, Godziszów, Harasiuki, Jarocin, Modliborzyce, Pysznica